# Jean Doujat

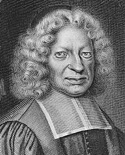
Jean Doujat

Jean Doujat (Toulouse, 1609 - París, 27 de octubre de 1688), hispanista francés.
Abogado en el parlamento, fue lector y profesor de derecho canónico en el Colegio Real y doctor regente en la facultad de derecho de país, cronista real de Luis XIV y preceptor del Delfín. Conocía siete lenguas antiguas y modernas, entre ellas el hebreo, el turco y el eslavo, y escribió obras sobre todo de derecho (un tratado sobre el matrimonio cristiano, un método para aprender lenguas, cronologías, una historia del derecho canónico, otra del derecho civil romano, un tratado de derecho eclesiástico francés, un catálogo de registros eclesiásticos...), traducciones (entre otras, de Veleyo Patérculo y Tito Livio) y comentarios, así como versos en francés, latín y occitano. Hizo un Dictionnaire de la langue toulousaine (1638) y una Grammaire espagnole abrégée (Paris: A. Sommaville, 1644). Fue elegido para la Academia en 1650 y presidió la primera entrega de premios en 1671. Al año siguiente pronunció un Remerciement au duc de Richelieu, quien había suministrado a la Academia un retrato de sí mismo. Voltaire dijo de él que "hacía todos los años un hijo a su mujer y un libro"